# Résolution 191 du Conseil de sécurité des Nations unies
Membres permanents
- Chine (Taïwan)
- États-Unis
- France
- Royaume-Uni
- URSS

Membres non permanents
- Bolivie
- Brésil
- Côte d'Ivoire
- Maroc
- Norvège
- Tchécoslovaquie

Résolution no 190 Résolution no 192
La Résolution 191  est une résolution du Conseil de sécurité des Nations unies adoptée le 18 juin 1964, dans sa 1135e séance, après avoir réitéré ses précédentes demandes de la République d'Afrique du Sud et encore en condamnant l'apartheid, le Conseil a décidé de créer un groupe d'experts composé de représentants de tous les membres actuels, puis du Conseil d'étudier la faisabilité et l'efficacité des mesures qui pourraient être prises par le Conseil en vertu de la Charte. Le Conseil a également invité le Secrétaire général à établir des programmes d'éducation et de formation pour les Sud-Africains à l'étranger.

## Vote
La résolution a été approuvée par huit voix contre zéro.

La Tchécoslovaquie, la France et l'URSS s'abstiennent.

## Texte
- Résolution 191 Sur fr.wikisource.org
- Résolution 191 Sur en.wikisource.org